# Vaterland (Schiff, 1914)

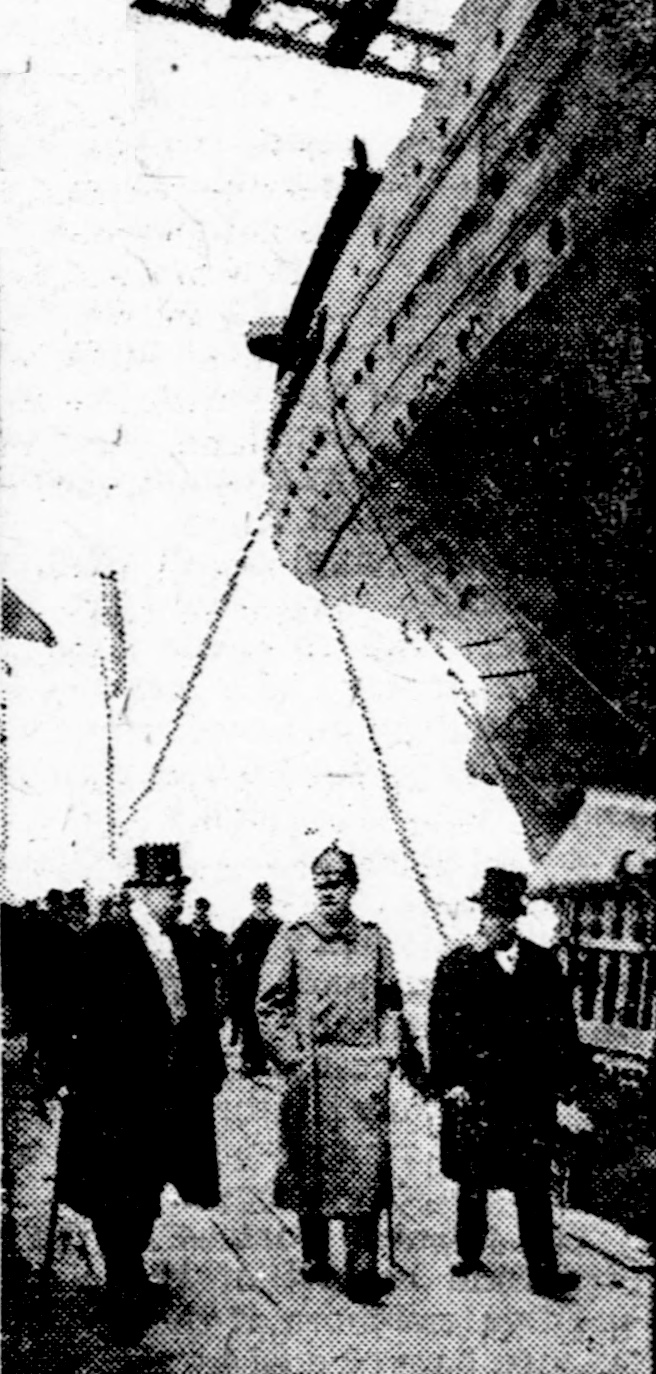
Rupprecht von Bayern (Mitte, in Uniform) beim Stapellauf der Vaterland

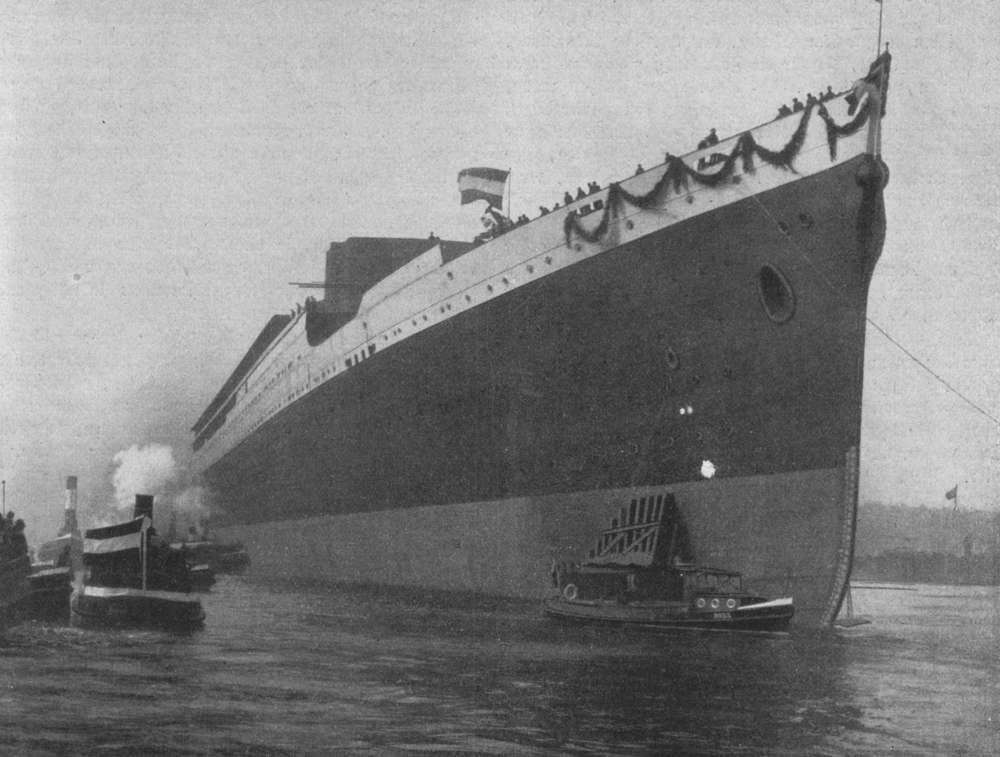
Der aufgeschwommene Rumpf der Vaterland unmittelbar nach dem Stapellauf

Der Transatlantikliner Vaterland wurde 1914 für die deutsche Reederei HAPAG in Hamburg als zweiter Dampfer der Imperator-Klasse in Fahrt gebracht. Das bei Kriegsbeginn in den USA befindliche Schiff lag bis zum Kriegseintritt der USA in New York still, wurde dann beschlagnahmt und von 1917 bis 1919 unter dem Namen Leviathan als Truppentransporter eingesetzt. Nach dem Ersten Weltkrieg den USA als Reparationsleistung zugesprochen, kam die Leviathan von 1923 bis 1934 in den Dienst der United States Lines.
Die Vaterland ist bis heute das größte jemals unter deutscher Flagge gefahrene Passagierschiff und zugleich das größte mit Kohlefeuerung betriebene Dampfschiff der Geschichte.

## Entstehung und Bau
Gegen Anfang des 20. Jahrhunderts entwickelte sich der Passagierschiffbau auf der Nordatlantikroute in zwei Richtungen: Während sich der Norddeutsche Lloyd und die britische Cunard Line mit ihren Schnelldampfern der Kaiser-Klasse einerseits und den Schwesterschiffen Lusitania und Mauretania andererseits einen Wettbewerb um das Blaue Band – der Auszeichnung für das schnellste Schiff auf dem Atlantik – lieferten, konkurrierten die White Star Line und die HAPAG vor allem im Bereich Reisekomfort miteinander. Ab 1909 entstanden dazu für White Star auf der Werft Harland & Wolff in Belfast die drei Schiffe der Olympic-Klasse, die mit rund 45.000 BRT die mit Abstand größten der Welt waren. Albert Ballin, der Generaldirektor der HAPAG, entwickelte daraufhin ehrgeizige Pläne zum Bau einer ebenfalls aus drei Einheiten bestehenden Serie von Riesendampfern, die in den Bereichen Größe und Ausstattung White Star übertreffen und mit einer Reisegeschwindigkeit von etwa 23 bis 24 Knoten gleichzeitig die Bezeichnung „Schnelldampfer“ führen konnten. Die Marinebegeisterung des kaiserlichen Deutschlands und die persönliche Unterstützung Wilhelms II. verschafften ihm den notwendigen Rückhalt, das Projekt umzusetzen.
Das erste Schiff der Serie, der Mitte 1913 fertiggestellte Imperator, konnte die hohen Erwartungen allerdings nur teilweise erfüllen. Der Dampfer erwies sich als topplastig und entwickelte daher eine Tendenz zu starken Schlingerbewegungen. Zudem gab es immer wieder Schwierigkeiten mit den elektrischen Anlagen, was zu mehreren kleineren Bränden führte. Das Konzept der Schiffe musste also für die folgenden Einheiten nochmals überarbeitet werden, die Vaterland unterschied sich daher in manchen Dingen erheblich von ihrer älteren Schwester.
Im September 1911 wurde die Vaterland als Baunummer 212 auf der Werft von Blohm & Voss in Hamburg auf Kiel gelegt. Für ihren Bau wurden riesige Mengen an Material benötigt, darunter 34.500 t Walzstahl, 2.000 t Gussstahl, 2.000 t Gusseisen und 6.500 t Holz. Am 3. April 1913 erfolgten die Schiffstaufe durch den bayerischen Kronprinzen Rupprecht – wider Erwarten in Abwesenheit des Kaisers – und der Stapellauf. Bis Mitte April 1914 wurde das Schiff dann am Kai der Werft ausgerüstet. Am 25. April verließ die Vaterland Hamburg zu ihren Probefahrten vor der norwegischen Küste, wobei sie die überraschend hohe Geschwindigkeit von 26,3 Knoten (etwa 49 km/h) erreichte. Die Stabilitätsprobleme des Imperator waren bei ihr nicht festzustellen. Nach der Indienststellung am 10. Mai 1914 verließ sie Hamburg am 14. Mai 1914 unter dem Befehl von Kommodore Hans Ruser zur Jungfernfahrt nach New York via Southampton und Cherbourg. Mit über 54.000 BRT und 290 Metern Länge war sie zu diesem Zeitpunkt das größte Schiff der Welt, sie übertraf den Imperator um rund 2.000 BRT und 13 m Länge.

## Ausrüstung

### Maschinenanlage
Wie bereits der Imperator verfügte die Vaterland über insgesamt 46 Wasserrohrkessel in vier Kesselräumen, die von rund 400 Heizern und Kohlentrimmern bedient wurden. Die Wasserrohrkessel waren eine völlige Neuheit auf Passagierschiffen; sie waren ursprünglich für Kriegsschiffe entwickelt worden, da sie über die Fähigkeit verfügten, rasch auf Höchstleistung gebracht werden zu können. Dies war für Passagierdampfer, die tagelang konstant schnell liefen, an sich nicht notwendig. Trotzdem musste sich die HAPAG für diesen Typ entscheiden, da er bei höherer Leistung deutlich leichter war als die bisher verwendeten schweren Zylinderkessel, die den Tiefgang der neuen Schiffsklasse auf ein für die Elbe ungeeignetes Maß erhöht hätten. Insgesamt hatten diese Kessel eine Brennfläche von fast 20.000 m² und verbrauchten auf See rund 1.150 t Kohle pro Tag.
Der Dampf der Kesselanlage wurde an vier Turbinen weitergeleitet, die jeweils auf einen der vier Schiffspropeller wirkten und insgesamt bis zu 100.000 PS Leistung entwickeln konnten. Für die normale Reisegeschwindigkeit von rund 23 Knoten betrug die Leistung jedoch nur 70.000 PS, die die vier Propeller mit jeweils 5,80 m Durchmesser mit 180 Umdrehungen pro Minute rotieren ließen. Die Maschinenanlage war richtungsweisend: Anders als bei anderen Turbinenschiffen waren auf der Vaterland an sämtliche vier Propeller Turbinen für die Rückwärtsfahrt angeschlossen, wodurch das Schiff trotz seiner Größe deutlich manövrierfähiger war als vergleichbare zeitgenössische Liner. Nahezu die Hälfte der Leistung bei Vorwärtsschub konnte so für die Rückwärtsfahrt erzeugt werden. Zudem gab es die Möglichkeit, die Turbinen auf sogenannte „Manövrierleistung“ zu schalten, wodurch eine konstante Geschwindigkeit von 16 Knoten mit der kürzestmöglichen Reaktionszeit auf Maschinenkommandos ermöglicht wurde. Für die schwierigen Ein- und Ausfahrten aus Häfen und insbesondere die Passage der Elbe bis zur Nordsee sollte sich diese Funktion als äußerst wirkungsvolle Innovation herausstellen.
Der Rauch der vier Kesselräume wurde durch die beiden vorderen Schornsteine abgeleitet; der dritte Schornstein war eine Attrappe und verbarg Lüftungs- sowie Dunstabzugsanlagen. Für eine Atlantiküberquerung wurden knapp 9.000 t Kohle an Bord genommen.

### Sicherheitsausstattung
Nach dem Untergang der Titanic im April 1912 waren die Sicherheitsvorschriften für Passagierschiffe massiv verschärft worden. Auch bei der Vaterland waren die Konstrukteure bemüht, das Höchstmaß an Sinksicherheit und Rettungsmitteltechnik zur Verfügung zu stellen: Das Schiff verfügte über insgesamt 84 Rettungsboote (darunter zwei motorgetriebene), die über elektrisch bediente Davits jeweils innerhalb einer Minute zu Wasser gelassen werden konnten. Neu war auch die Aufteilung der Boote auf insgesamt zwei Decks und mehrere über die Länge des Schiffes verteilte Positionen, was die Beschickung der Boote im Ernstfall deutlich vereinfachen sollte, weil sich die Passagiere nicht auf einem Deck zusammendrängen würden.
Die Vaterland war in insgesamt 13 wasserdichte Abteilungen gegliedert und erfüllte einen Drei-Abteilungs-Standard, d. h. die Flutung von drei beliebigen nebeneinander liegenden Kammern würde das Schiff niemals gefährden. Tatsächlich war das Schiff theoretisch in der Lage, die Flutung von mindestens vier benachbarten Abteilungen zu überstehen. Zudem verfügte der Rumpf sowohl über eine doppelte Schiffswand als auch einen doppelten, besonders verstärkten Boden. Neben den Schotttüren der wasserdichten Abteilungen verfügte die Vaterland auch über luftdicht verschließbare Klappen, die im Falle eines Brandes das Feuer auf einen Teil des Schiffes beschränken konnten – diese Anlagen konnten einer Hitzeentwicklung von bis zu 1.000 Grad Celsius standhalten. Die großen Treppenhäuser des Schiffes konnten so versiegelt werden, dass sie als rauchfreie Fluchtwege für die Passagiere offen blieben. An Bord gab es über 800 Sprinkleranlagen und 130 Löschhydranten zur Brandbekämpfung. Sämtliche Anlagen, die mit der Sicherheit des Schiffes zusammenhingen, konnten zentral von der Brücke aus gesteuert werden.
Als besondere Innovation – und direkte Reaktion auf das Titanic-Unglück – trug die Vaterland an ihrem vorderen Mast einen riesigen Scheinwerfer, der bei Nacht in gefährlichen Seegebieten den Fahrtweg des Schiffes ausleuchten sollte. Er verfügte nach Angaben der Reederei über die Lichtstärke von 35.000 Kerzen und konnte in der Dunkelheit 40 Seemeilen (knapp 75 km) weit gesehen werden.
Zur Stabilisierung des Schiffes wurden Frahmsche Schlingertanks installiert, die die Trägheit des in ihnen gestauten Wassers nutzten, um die Rollbewegungen des Schiffes zu dämpfen. Sie erwiesen sich allerdings als deutlich weniger effizient als erwartet und trugen nur geringfügig zur Besserung bei.

### Navigation
Die Schiffe der Imperator-Klasse waren die ersten der Welt, die mit stabilisierten Kreiselkompassen zur Navigation ausgerüstet wurden. Diese waren deutlich genauer und zuverlässiger als die bisher auf Schiffen üblichen Magnetkompassanlagen. Zwei dieser damals extrem teuren Instrumente (der Stückpreis belief sich 1914 auf 10.000 US-Dollar, das entspricht 324.000 US-Dollar in moderner Währung) befanden sich an Bord. Zudem war auf den Dampfern der Klasse ein neues Rangsystem für die Schiffsführung eingeführt worden: Einem Kommodore unterstanden vier Kapitäne, die jeweils im Wechsel die Navigation übernahmen. Die Größe des Schiffes erforderte voll ausgebildete Schiffsführer in jeder Situation, auch das eine Lehre, die man aus den Erfahrungen mit der Olympic-Klasse der White Star Line gezogen hatte: Hier waren reguläre Schiffsoffiziere mit der Steuerung der riesigen neuen Schiffe in manchen Situationen überfordert gewesen.

## Ausstattung
Eine völlige Neuheit war die Führung der Kesselschächte auf der Vaterland: Anders als auf der Imperator und auf allen anderen bis dahin gebauten Schiffen führten diese nicht mittschiffs von den Kesselräumen direkt aufwärts zu den Schornsteinen, sondern teilten sich, wurden an den Schiffsaußenseiten nach oben geleitet und erst unmittelbar unter den Schornsteinen wieder zusammengeführt. Diese neuartige Einteilung ermöglichte eine noch nie dagewesene Großzügigkeit bei der Raumeinteilung insbesondere in der Ersten Klasse: Auf den oberen Decks konnten die Gesellschaftsräume in einer durchgehenden Raumflucht hintereinander angeordnet werden. Diese Führung der Abgasschächte war später auf vielen anderen Passagierschiffen üblich.

### Erste Klasse

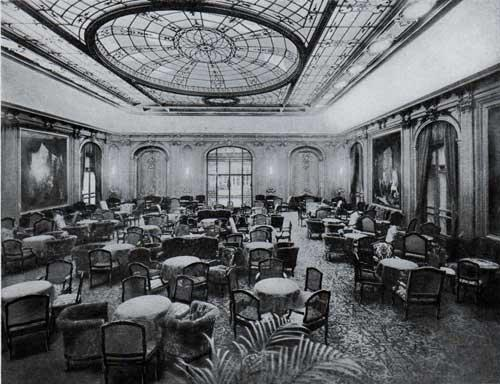
Der Gesellschaftsraum der Vaterland mit der großflächigen Glasdecke

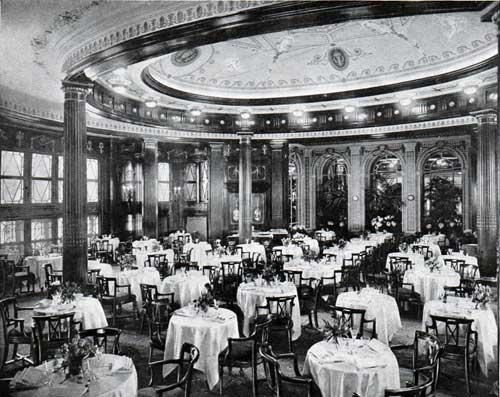
Das Ritz-Carlton-Restaurant des Schiffes. Gut erkennbar ist die Kuppel über der Mitte des Raumes.

Passagiere der Ersten Klasse genossen eine Fülle von Annehmlichkeiten, die in ihrer Größe und Ausführung neue Maßstäbe setzten. Auf dem B-Deck des Schiffes konzentrierten sich die öffentlichen Räume: Mittelpunkt war der riesige, mit Eichenholz getäfelte und zwei Decks hohe Gesellschaftsraum, der von einer Decke aus vergoldetem Schmiedeeisenfiligran und Buntglas überdacht wurde. Außerdem war ein großzügiger, in Weiß und Gold ausgeführter Palmengarten mit zahlreichen Pflanzen vorhanden, der direkt in das Ritz-Carlton-Restaurant der Vaterland überging. In diesem ovalen Raum, der mit vergoldeten Nussbaumpanelen verkleidet war und von einer bemalten Kuppel überragt wurde, konnten Passagiere gegen einen Aufpreis Gerichte à la carte bestellen – ein zur damaligen Zeit außergewöhnlicher Luxus auf Schiffen. Das Personal dieses Restaurants war eigens vom New Yorker Ritz Carlton abgeworben worden. Weiter achtern lag ein Kartenspielzimmer, ganz vorne auf dem Deck war ein Lese- und Schreibsalon, der gleichzeitig als Aufenthaltsraum für die weiblichen Reisenden gedacht war, vorhanden. Zwischen Gesellschaftsraum und Wintergarten lag eine kleine Ladenzeile mit Zigarren- und Blumengeschäften. Zwei Treppenhäuser verbanden die Decks der Ersten Klasse miteinander und waren jeweils vor und hinter dem Gesellschaftsraum angeordnet. Auf dem darüber gelegenen A-Deck waren ein großer Rauchsalon mit hohen Fenstern, von denen man das Vorschiff überblicken konnte, sowie eine große Turn- und Gymnastikhalle vorhanden. Auf dem F-Deck des Schiffes lag der riesige Speisesaal der Vaterland, der insgesamt drei Decks hoch war und mittig von einer mit einem Deckengemälde geschmückten Kuppel überragt wurde. In dem in Weiß ausgeführten und mit dezenter Vergoldung versehenen Raum fanden sämtliche Erste-Klasse-Passagiere in einer Sitzung Platz. Er erstreckte sich über knapp 1.100 m² und ist bis heute einer der größten Räume, die je auf einem Schiff installiert wurden. Zwei kleine private Speiseräume, die von Passagieren angemietet werden konnten, waren an ihn angeschlossen. Ebenfalls auf dem F-Deck lag die Schwimmhalle der Vaterland, die ebenfalls drei Decks hoch war und im pompejanischen Stil ausgeführt war. Farbige Mosaiken, eine beleuchtete Glasdecke und eine Galerie umgaben das Becken, von dem aus man ein mit farbigem Marmor verkleidetes Dampfbad erreichen konnte. Die teuersten Suiten an Bord waren die beiden „Kaiserzimmer“ auf dem C-Deck. Sie waren etwa 230 m² groß und umfassten eine Veranda mit Meerblick, einen Salon, ein Esszimmer, zwei Schlafzimmer mit jeweils angeschlossenen Bade- und Ankleideräumen sowie einen Vorraum und  Kammern für privates Dienstpersonal und Gepäck. Eine dieser Suiten kostete rund 5.000 US-Dollar pro Überfahrt – 162.000 US-Dollar in heutigem Gegenwert.

### Zweite Klasse
Auch die Zweite Klasse der Vaterland war mit zahlreichen großzügigen Räumlichkeiten ausgestattet. Neben einem Speisesaal, einem Gesellschaftsraum, dem Damenzimmer und einem Rauchsalon waren eine kleine Turnhalle sowie ein Terrassencafé vorhanden. Die privaten Unterkünfte der Passagiere waren ausgezeichnet und entsprachen in ihrer Qualität der Ersten Klasse auf kleineren und älteren zeitgenössischen Passagierschiffen.

### Dritte Klasse und Zwischendeck
Auf der Imperator-Klasse gab es erstmals die Unterscheidung zwischen der etwas komfortableren Dritten Klasse und dem Zwischendeck. Wichtigste Faktoren waren die deutlich bessere Unterkunft sowie der höhere Servicestandard in der Dritten Klasse. Die HAPAG wollte so zwischen den etwas wohlhabenderen Reisenden, die nur auf Zeit in die USA bzw. nach Europa fuhren, und den Auswanderern unterscheiden, die auf eine möglichst günstige Passage hofften. Grundsätzlich war aber in beiden Klassen der Standard vergleichsweise hoch – die sanitären Anlagen und damit die hygienischen Verhältnisse übertrafen diejenigen nahezu aller Schiffe der damaligen Zeit.

## Geschichte

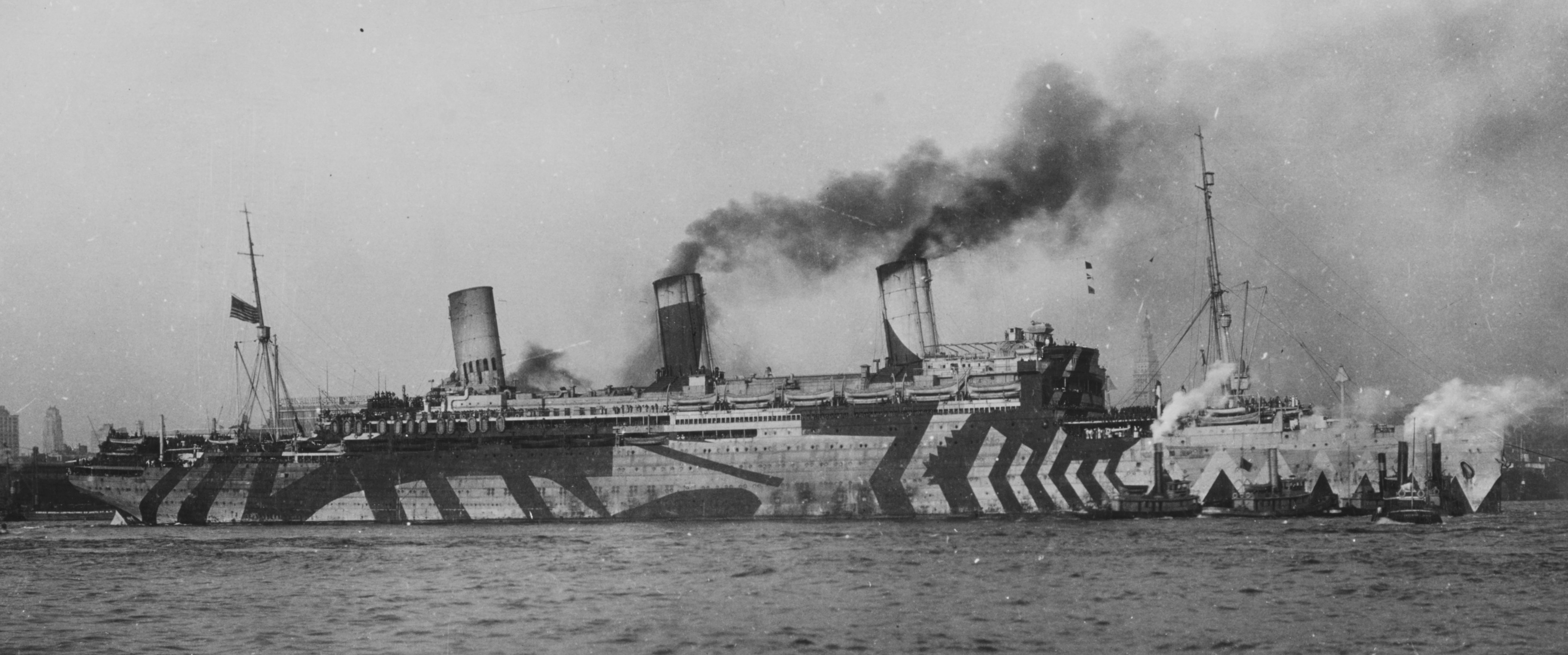
Die Vaterland als Truppentransporter in Tarnanstrich

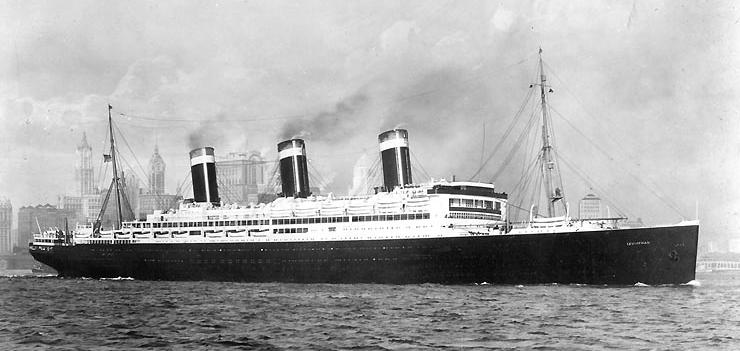
Die ehemalige Vaterland als Leviathan in den 1920er Jahren

Zu Beginn des Ersten Weltkrieges im August 1914 wurde das Schiff unter dem Kommando von Kommodore Hans Ruser in New York aufgelegt und bei Kriegseintritt der Vereinigten Staaten am 5. April 1917 von diesen beschlagnahmt. Die United States Navy übernahm das Schiff am 25. Juli 1917 als Truppentransporter und benannte es am 6. September desselben Jahres in Leviathan um. Im September 1919 wurde es erneut in New York aufgelegt und ab Februar 1922 nach Plänen des New Yorker Schiffsarchitekturbüros Gibbs & Cox bei der Newport News Shipbuilding & Dry Dock Co. wieder als Passagierschiff hergerichtet. Am 23. Juni 1923 absolvierte die Leviathan die Probefahrt für die United States Line, bei der sie bis 1934 eingesetzt wurde. Danach wurde das Schiff aufgelegt. Am 14. Februar 1938 traf es in Rosyth (Schottland) zum Abbruch ein.
Die Leviathan und ihre Schwesterschiffe waren zur damaligen Zeit die größten Passagierdampfer der Welt und klassische Luxus- und Auswandererschiffe. Über die Dimensionen gibt es unterschiedliche Angaben; sicher scheint die Vermessung mit 54.282 Tonnen bei Indienststellung als Vaterland. In den USA wurde die Leviathan später mit 59.956 Tonnen vermessen, was dem Schiff wunschgemäß den Titel „Größtes Passagierschiff der Welt“ sicherte. Auf einer Reise westwärts nach dem Ende des Ersten Weltkrieges wurde im März 1919 mit 14.416 Personen an Bord ein einzigartiger Rekord aufgestellt.
Am 22. Juli 1918 war vom Admiralstab der Kaiserlichen Marine fälschlicherweise verkündet worden, die Leviathan sei am 20. Juli 1918 an der Nordküste Irlands von einem deutschen U-Boot versenkt worden.

## Rezeption
Der Maschinenraum der Vaterland wurde durch Egon Erwin Kisch in seiner eindrucksvollen Reportage Bei den Heizern des Riesendampfers (2. Juni 1914) aus der Sammlung Der rasende Reporter (1924) literarisch rezipiert.

## Schwesterschiffe
- Imperator (später Berengaria)
- Bismarck (später Majestic)